# Kastell Bigeste

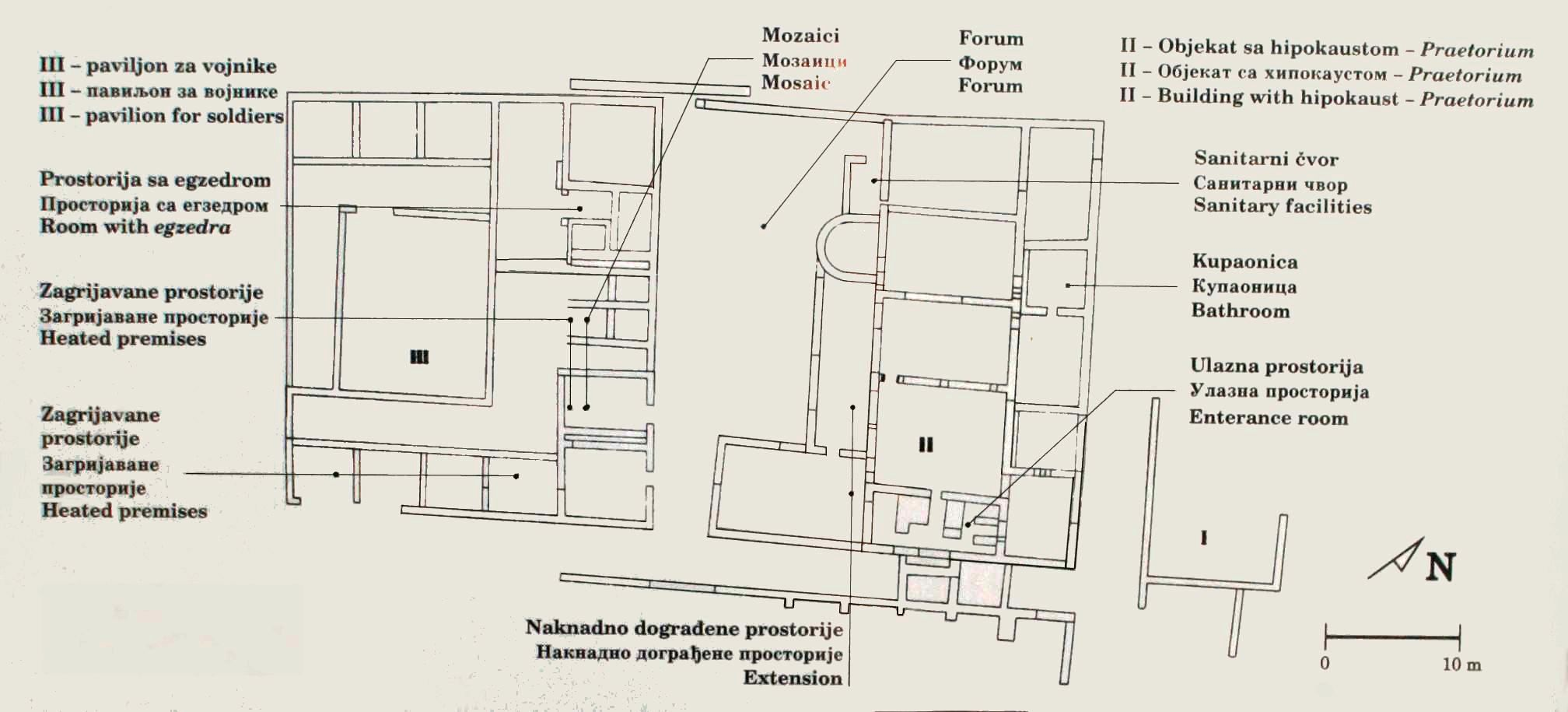
Plan der ausgegrabenen Teile (Beschriftung entspricht dem älteren Forschungsstand)

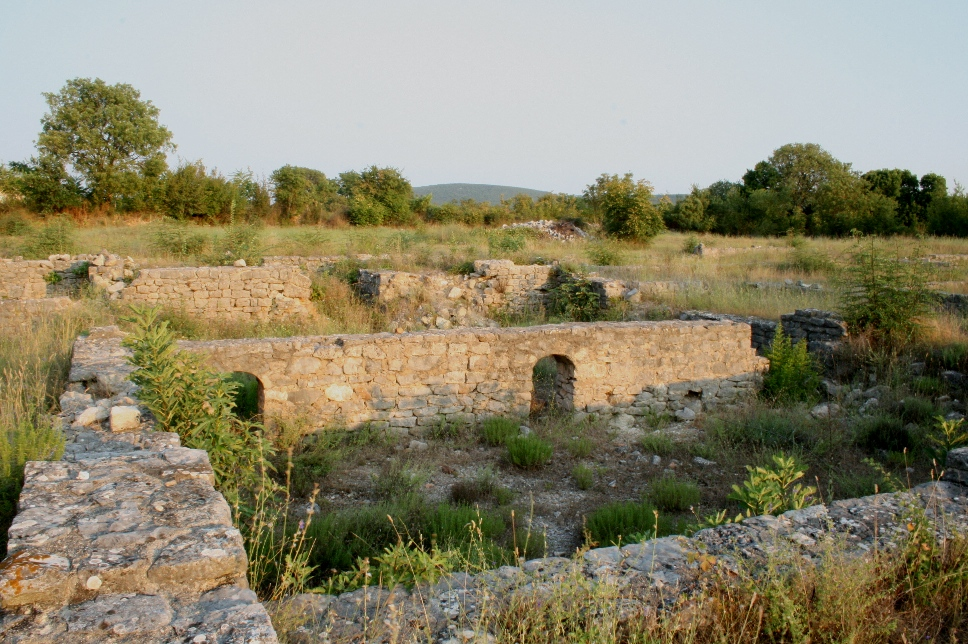
Blick auf beheizbare Wohngebäude. Der Eingang befand sich im Hintergrund

Das Kastell Bigeste, das teilweise auch als Kastell Gračine bezeichnet wird, ist ein römisches Militärlager. Seine Überreste befinden sich im Gelände Gračine („Burgfeld“) auf dem Gebiet der Ortschaft Humac, vier Kilometer südwestlich von Ljubuški im heutigen Bosnien und Herzegowina.
Die Anlage in Gračine war nach neueren Untersuchungen kein Teil des Limes, sondern ein Verteidigungsposten an der Straße Salona – Narona und zum Schutz der landwirtschaftlichen Betriebe im Tal des Trebižat.

## Name
Der Name Bigeste ist in der Tabula Peutingeriana und beim Geograph von Ravenna (210, 8) für eine Straßenstation (Mansio) zwischen Ad Fusciana und Narona an der Straße Salona-Narona belegt, nirgends jedoch für ein Kastell. Daher ist der Name der militärischen Anlage nicht gesichert.

## Lage und Forschungsgeschichte
Die Befestigung wurde rund 20 Kilometer nördlich der antiken Stadt Narona auf einer leichten Hügelkuppe am linken Flussufer des Trebižat in der damaligen römischen Provinz Dalmatia errichtet.
Bereits im 19. Jahrhundert hat die Forschung die Ruinenstätte als Bigeste angesprochen und eine militärische Anlage erkannt. 1977 bis 1980 wurden Ausgrabungen unter Leitung von Ivo Bojanovski durchgeführt. Vermutete dieser noch, er habe die Principia und Truppenunterkünfte freigelegt, so geht Radoslav Dodig nach neueren Untersuchungen davon aus, dass es sich um ein Bad und ein Wohngebäude handelt. Die Anlage wurde inzwischen zum Nationalen Denkmal des Staates Bosnien und Herzegowina erklärt, an dessen Erhalt sich auch die Europäische Union finanziell beteiligt.

## Belegung
Möglicherweise handelte es sich bei dieser Anlage um eine Hilfstruppengarnison (Auxilia).
Es wurden Ziegelstempel folgender Einheiten gefunden: Cohors I Belgarum, Legio VIII Augusta, Legio IIII Flavia Felix und Cohors VIII Voluntariorum civium Romanorum.
Aus Bigeste sind frühkaiserliche Grabsteine bekannt, deren Inschriften vier Kohorten namentlich nennen. Diese waren nicht gleichzeitig an diesem Platz stationiert.